# Labuhan Haji Barat
Labuhan Haji Barat (indonez. Kecamatan Labuhan Haji Barat) – kecamatan w kabupatenie Aceh Selatan w okręgu specjalnym Aceh w Indonezji.
Kecamatan ten znajduje się w północnej części Sumatry, nad Oceanem Indyjskim. Od północy graniczy z kabupatenem Aceh Barat Daya, od wschodu z kecamatanem Meukek, od południowego wschodu z kecamatanem Labuhan Haji Timur, a od południa z kecamatanem Labuhan Haji. Przebiega przez niego droga Jalan Lintas Barat Sumatrea.
W 2010 roku kecamatan ten zamieszkiwało 15 495 osób, z których wszyscy stanowili ludność wiejską. Mężczyzn było 7 730, a kobiet 7 765. 15 494 osoby wyznawały islam.
Znajdują się tutaj miejscowości: Batee Meucanang, Blang Baru, Blang Poroh, Iku Lhung, Kuta Lboh, Kuta Trieng, Pante Geulima, Panton Pawoh, Panton Rubek, Peulokan, Pulo Ie, Suak Lokan, Tengah Lboh, Tutong, Ujung Padang.